# 什通德维莱尔
什通德维莱尔（法語：Stundwiller，发音：[ʃtundvilɛʁ] 或 [ʃtuntvilɛʁ]；德语：Stundweiler）是法国下莱茵省的一个市镇，属于阿格诺-维桑堡区（Haguenau-Wissembourg）和维桑堡县（Wissembourg）。该市镇总面积3.32平方公里，2009年时的人口为490人。

## 人口
什通德维莱尔人口变化图示